# Thomas B. Catron

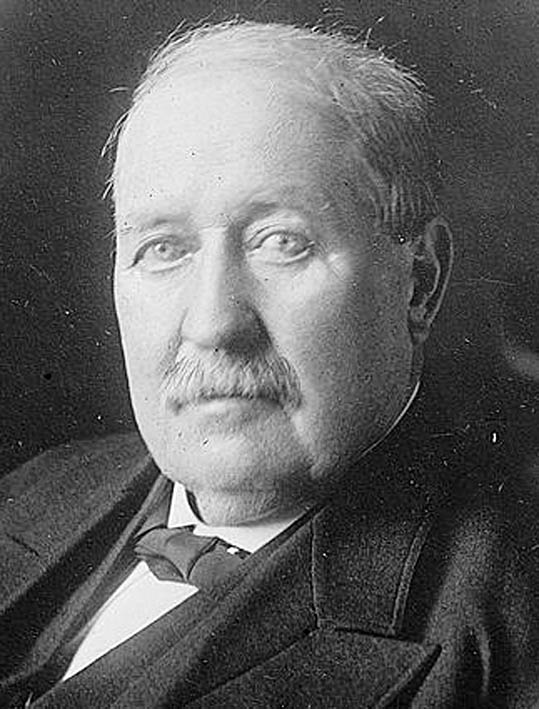
Thomas B. Catron

Thomas Benton Catron (* 6. Oktober 1840 in Lexington, Missouri; † 15. Mai 1921 in Santa Fe, New Mexico) war ein US-amerikanischer Politiker (Republikanische Partei), der die Gründung des Bundesstaates New Mexico maßgeblich mitbeeinflusste und diesen dann auch im US-Senat vertrat.

## Leben
Catron erwarb seinen Doktortitel der Rechtswissenschaften an der University of Missouri im Jahr 1860. Während des amerikanischen Bürgerkrieges diente er in der Konföderiertenarmee. Nach dem verlorenen Krieg zog er 1866, wie andere Veteranen ebenfalls, in das damalige New-Mexico-Territorium und ließ sich in Las Cruces nieder. Schnell wurde er dort Bezirksstaatsanwalt und fungierte dann von 1869 bis 1872 als Attorney General vom New-Mexico-Territorium. Catron vertrat von 1895 bis 1897 das Territorium als Delegierter im US-Repräsentantenhaus.
Catron engagierte sich früh für einen Bundesstaat New Mexico und als schließlich New Mexico 1912 als 47. Staat Mitglied der Union wurde, wählte man ihn mit großer Mehrheit zum Senator. Seine politische Karriere wurde durch seine Freundschaft mit Albert B. Fall, einem in vielerlei Skandale verwickelten Politiker, überschattet. 1916 bat ihn seine Partei, deswegen nicht wieder für den Senat zu kandidieren. Er kam dieser Aufforderung nach und zog sich ins Privatleben zurück.
Das Catron County in New Mexico wurde nach ihm benannt.